# Martin Bregman
Martin „Marty“ Bregman (* 18. Mai 1926, nach anderen Angaben 1931 in New York City; † 16. Juni 2018) war ein US-amerikanischer Filmproduzent.

## Leben
Bregmann studierte an der Indiana University Bloomington und an der New York University. Danach arbeitet er als Verkäufer für Versicherungen und als Nach-Club-Agent. Bevor er dann zur Filmproduktion wechselte, war Bregman noch als persönlicher Manager für verschiedene Schauspielerinnen und Schauspieler tätig. Bregman gilt als Entdecker von Al Pacino, der am Off-Broadway spielte. Bregman verhalf ihm 1971 zu einer ersten größeren Filmrolle.
Sein Debüt als Produzent gab Bregman 1973 mit dem Film Serpico. Auch das zwei Jahre später gedrehte Filmdrama Hundstage entstand unter der Zusammenarbeit mit dem Regisseur Sidney Lumet. Für diesen wurde Bregman in der Kategorie Bester Film für den Oscar nominiert. 1979 arbeitete er bei Die Verführung des Joe Tynan erstmals mit dem Regisseur, Schauspieler und Drehbuchautor Alan Alda zusammen; einige weitere Filme folgten, wie z. B. die erfolgreiche Komödie Vier Jahreszeiten (1981). Außerdem produzierte Bregman in den 1990er Jahren mehrere Filme von Russell Mulcahy, unter anderem die Comicverfilmung Shadow und der Fluch des Khan aus dem Jahr 1994.
Der 2002 von Martin Bregman produzierte Film Pluto Nash – Im Kampf gegen die Mondmafia gilt als einer der größten Filmflops.
Martin Bregman war in zweiter Ehe mit der Schauspielerin Cornelia Sharpe verheiratet. Aus seiner ersten stammten die Söhne Michael und Christopher Bregman, aus der zweiten eine Tochter.

## Filmografie (Auswahl)
- 1973: Serpico
- 1975: Hundstage (Dog Day Afternoon)
- 1976: Öl (The Next Man)
- 1979: Die Verführung des Joe Tynan (The Seduction of Joe Tynan)
- 1981: Vier Jahreszeiten (The Four Seasons)
- 1983: Kopfjagd (Eddie Macon's Run)
- 1983: Scarface
- 1987: Wahre Männer (Real Men)
- 1989: Sea of Love – Melodie des Todes (Sea of Love)
- 1993: Carlito’s Way
- 1993: Karen McCoy – Die Katze (The Real McCoy)
- 1994: Shadow und der Fluch des Khan (The Shadow)
- 1995: Gold Diggers – Das Geheimnis von Bear Mountain (Gold Diggers: The Secret of Bear Mountain)
- 1997: Nix zu verlieren (Nothing to Lose)
- 1998: One Tough Cop
- 1999: Der Knochenjäger (The Bone Collector)
- 2002: Pluto Nash – Im Kampf gegen die Mondmafia (The Adventures of Pluto Nash)
- 2003: Carolina – Auf der Suche nach Mr. Perfect (Carolina)